# Derafshifar
Les Derafshifar (en Persa: ورزشگاه درفشی فر), són la ciutat esportiva del planter del club Persepolis Tehran FC de la Lliga iraniana de futbol. Se situen al poble de Teheran.